# 一场风花雪月的事 (电视剧)
《一场风花雪月的事》是1997年上映的中国大陆电视剧，由赵宝刚执导，徐静蕾、姜武、刘汉强、丁志诚等主演，改编自海岩同名小说。